# ويليام داليمور
ويليام داليمور (بالإنجليزية: William Dallimore)‏ هو عالم نبات أمريكي، ولد في 1871 في بوسطن في الولايات المتحدة، وتوفي في 7 نوفمبر 1959.